# Pegatron
PEGATRON Corporation (cinese: 和碩聯合科技股份有限公司; pinyin: Hé shuò liánhé kējì gǔfèn yǒuxiàn gōngsī; letteralmente in inglese: Grand Mastery United Technology Corporation) è un'azienda taiwanese produttrice di elettronica di consumo, per le telecomunicazioni e per il calcolo per rivenditori di grossi marchi; è anche coinvolta nello sviluppo, progettazione e produzione di periferiche per computer e componenti. È nata nel 2008 come spin-off di ASUS.
I prodotti principali, sono portatili, netbook, computer fissi, console per videogiochi, dispositivi mobili, schede madri, schede video, televisori a cristalli liquidi, telefoni cellulari, modem via cavo.